# Capocotta
Capocotta è una porzione di litorale romano e di Agro Romano compresa tra Castel Porziano (Roma) e Torvaianica (Pomezia). Con questo nome, oggi si indica soprattutto la spiaggia di Capocotta, situata tra i chilometri 8 e 10 della via Litoranea (SP 601), adiacente alla spiaggia di Castel Porziano. Estesa per circa 45 ettari, la spiaggia di Capocotta è uno dei tratti di dune meglio conservati d'Italia. Per la sua importanza naturalistica, la spiaggia è stata inserita nel 1996 nel territorio della riserva naturale statale Litorale Romano. Le zone di campagna più interne, corrispondenti al territorio dell'antico Casale Capocotta, fanno invece parte della riserva naturale di Decima Malafede, e presentano anch'esse notevole valore naturalistico.
La spiaggia è attrezzata come spiaggia libera con chioschi amministrati da Roma Capitale e concessi ad operatori privati. È nota per ospitare la prima oasi naturista autorizzata d'Italia, inaugurata nel 2000, ed è considerata altresì come un importante punto d'incontro per la comunità LGBT, venendo ribattezzata come la "Cape Cod de noantri".

## Storia

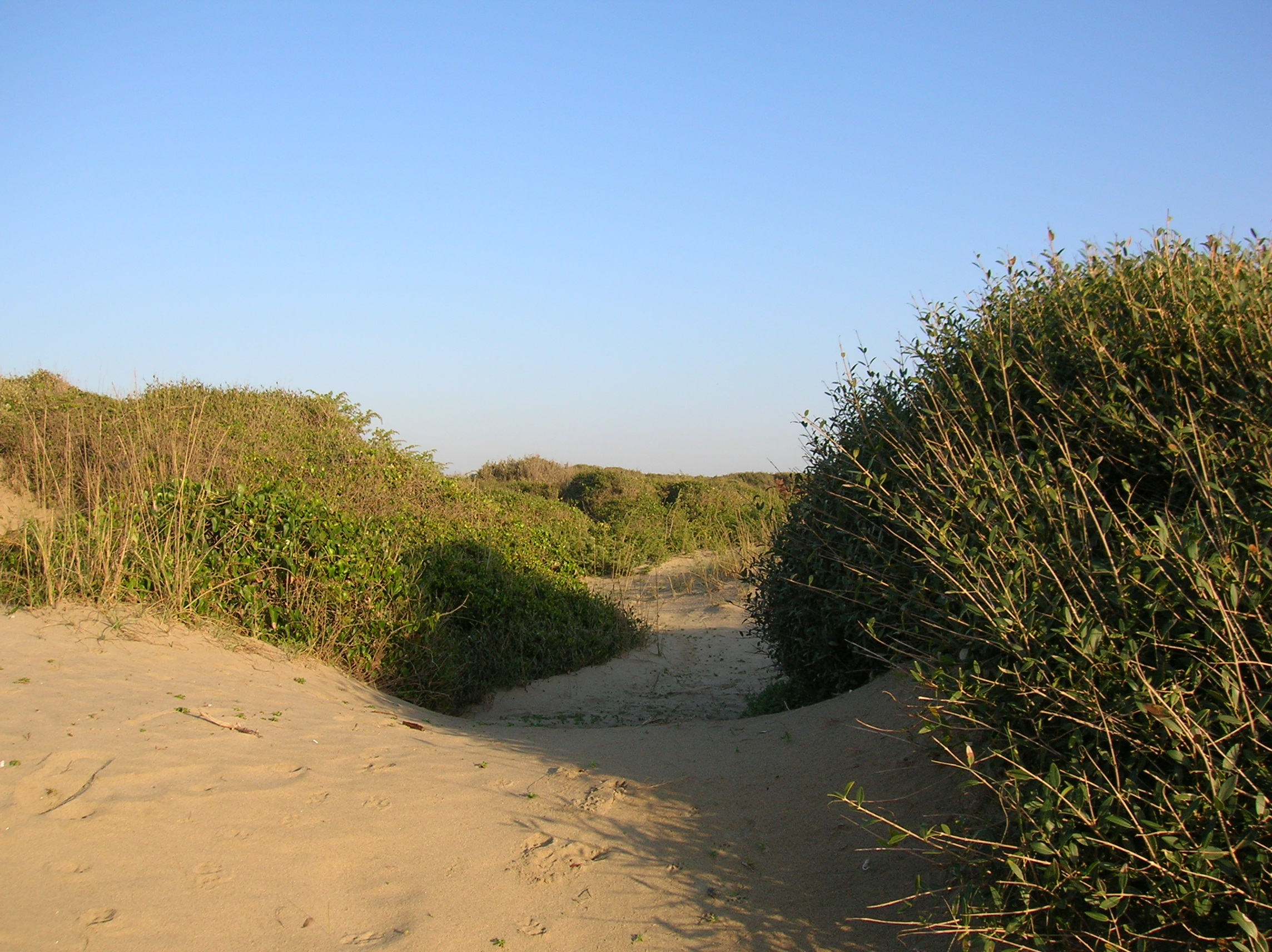
Le dune costiere, tra le meglio conservate d'Italia, sono costantemente minacciate dalle mareggiate e dall'antropizzazione della costa.

Il toponimo Capocotta deriverebbe da una tenuta, già nota col nome di Capocorso, che sarebbe emersa nel XV secolo come proprietà di Camillo Capranica, esponente di una nobile famiglia dell'Agro romano, passando poi durante il XVII secolo ai Borghese.
Come testimoniato dalla cartografia del XVI secolo, la tenuta si estendeva ben oltre la fascia costiera, e includeva tutto il territorio che oggi corrisponde alla frazione di Campo Ascolano, parte di Castel Porziano e l'estremità meridionale di Castel Romano. Da un punto di vista storico-paesaggistico, la maggior parte dell'area era ricoperta dalle antiche foreste planiziali che caratterizzavano tutto il litorale tirrenico.
Secondo il Catasto annonario del 1803, la Tenuta di Capocotta aveva una superficie di circa 760 ettari. Agli inizi del XX secolo divenne proprietà privata dei Savoia, che intendevano così ingrandire l'adiacente tenuta di Castelporziano. La spiaggia fu altresì citata dal poeta Augusto Sindici nella sua raccolta di poesie XIV leggende della campagna romana.
Con la fine della monarchia la tenuta seguì la sorte degli altri possedimenti della casa reale, divenendo per tre quarti proprietà degli eredi di Vittorio Emanuele III. L'area fu lasciata in abbandono, guadagnando inoltre una cattiva fama dopo il rinvenimento del corpo di Wilma Montesi nel 1953.
Nel 1965 il presidente della Repubblica Giuseppe Saragat annunciò l'intenzione di assegnare una porzione della spiaggia della tenuta di Castelporziano al comune di Roma, affinché venisse attrezzata come spiaggia libera. L'inaugurazione dei cosiddetti "otto cancelli" avvenne quindi nell'agosto 1965 ma il tratto di spiaggia della tenuta di Capocotta, compreso tra l'ultimo cancello e Torvaianica, rimase di proprietà privata; in quella porzione era prevista la costruzione di circa 1900 villini per ospitare una popolazione di 15 000 abitanti. Tale porzione di spiaggia era tuttavia già frequentata abusivamente ed era divenuta nota come "il buco", poiché l'accesso avveniva tramite un buco nella recinzione.
La speculazione edilizia allertò numerose associazione ambientaliste, tra cui Italia Nostra e WWF Italia, che si appellarono al presidente della Repubblica Sandro Pertini affinché acquisisse al demanio statale la tenuta di Capocotta, integrandola con la tenuta di Castel Porziano, e proponendo l'istituzione di un più ampio parco archeologico-naturalistico. Nel 1985 Pertini dispose quindi l'annessione dei circa 1000 ettari della tenuta di Capocotta alla tenuta presidenziale di Castelporziano.
Nel corso degli anni successivi la spiaggia, assegnata come l'adiacente spiaggia di Castel Porziano al comune di Roma, è stata attrezzata con diversi chioschi concessi in gestione ad operatori privati, pur rimanendo a libero accesso, mentre nel 2000 è stata inaugurata la prima spiaggia naturista autorizzata d'Italia.

## Ambiente

### L'oasi naturista di Capocotta

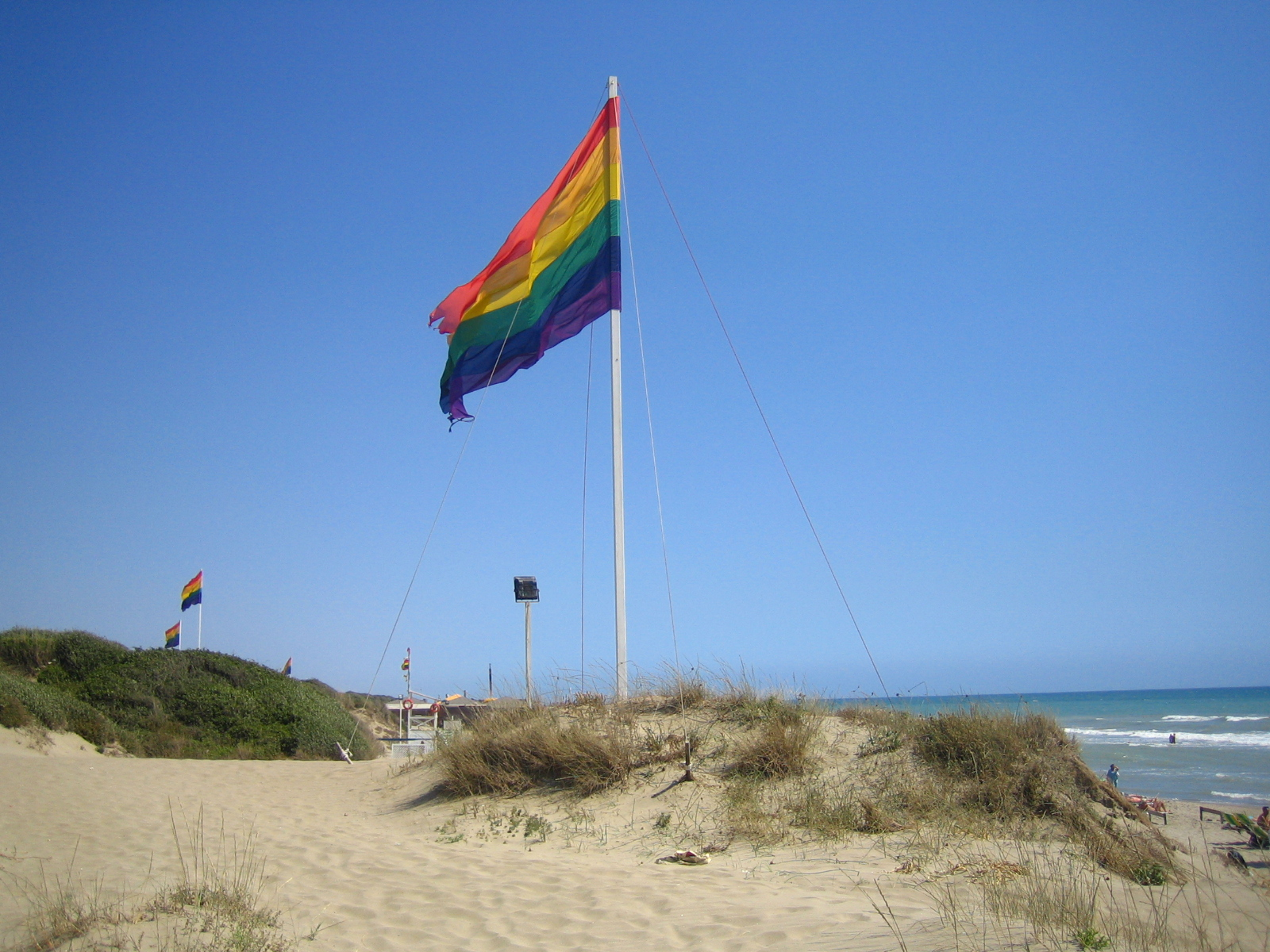
La spiaggia di Capocotta è un punto di riferimento turistico LGBT.

La zona dunale di Capocotta è di notevole interesse ambientale, ma anche antropologico e sociale: la spiaggia infatti è riconosciuta dal movimento naturista internazionale ed è punto di incontro per la comunità LGBT romana.

### Controversie ambientali

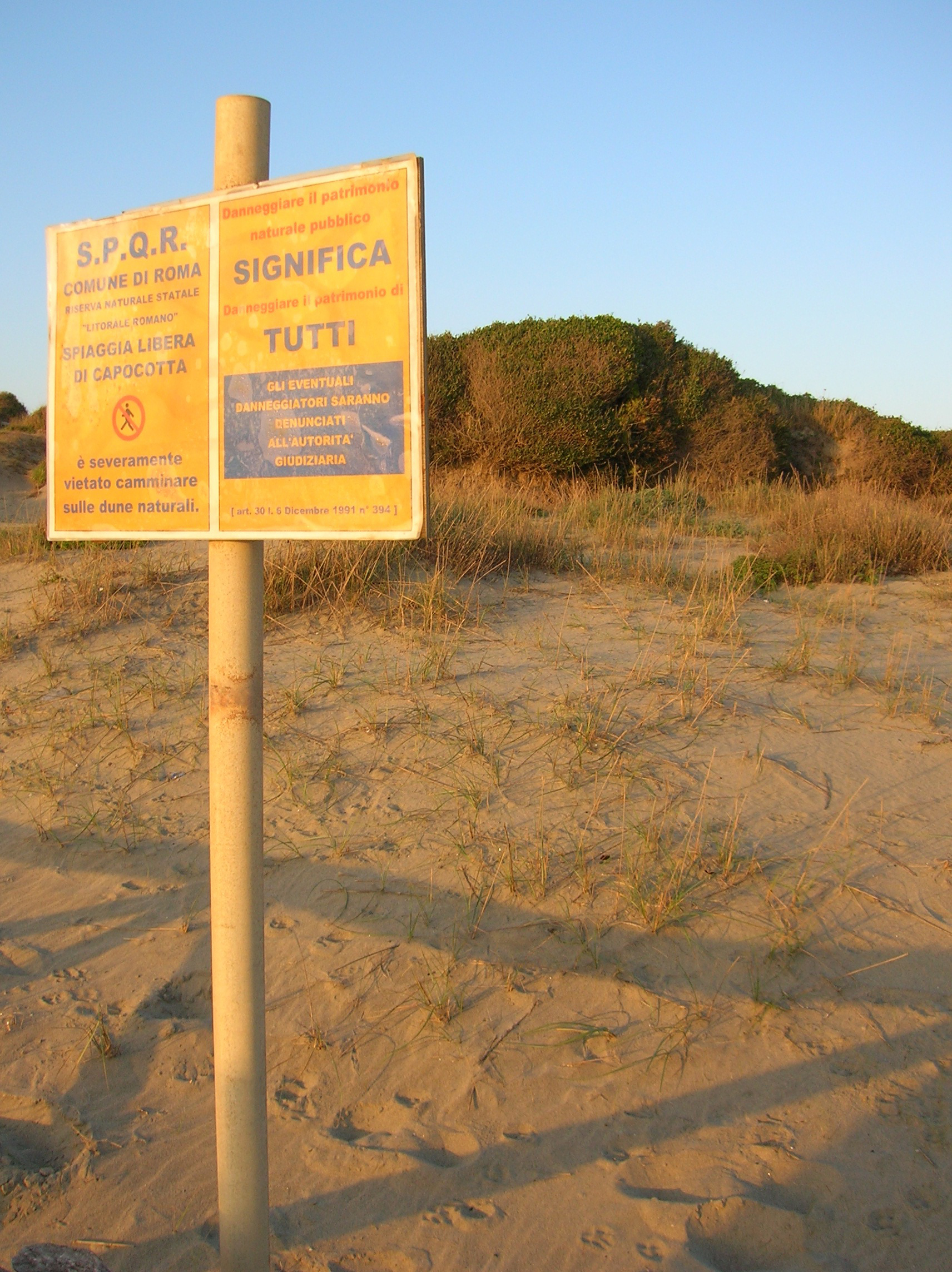
Cartello della riserva

Negli ultimi anni, i diversi interessi che ruotano attorno a Capocotta hanno dato luogo a controversie. La Commissione di controllo della Riserva Naturale Statale Litorale Romano del Ministero dell'ambiente, su invito dell'Unione Naturisti Italiani, sezione Lazio, ha trasmesso una richiesta di chiarimento al comune di Roma ed al Corpo Forestale dello Stato a proposito delle mancate demolizioni degli insediamenti abusivi su suolo demaniale, già ordinate a partire dal 1999.
Anche l'attenzione degli ambientalisti è alta per questa zona di costa: i problemi derivati dalla pressione antropica si sommano a quelli dovuti all'erosione della spiaggia causata dalle mareggiate, come quella del 2001, con 50 metri di costa "mangiata" e dune franate, e quella del 2008, per far fronte alla quale la Regione Lazio, nel 2009, ha stanziato 24 milioni di euro.

## Nella cultura di massa
Il nome della spiaggia è divenuto noto al pubblico italiano per un celeberrimo caso di cronaca nera, il caso Montesi, ed avrebbe ispirato alcune scene del film di Federico Fellini La dolce vita.
- In riferimento al medesimo caso di cronaca, la canzone Nuntereggae più (1978) di Rino Gaetano cita il nome della spiaggia.
- In tempi recenti, ad essa allude Alberto Arbasino in più punti del suo romanzo Fratelli d'Italia.
- I Flaminio Maphia la citano nel testo della loro rivisitazione (2010) di Vamos a la playa, noto successo dei Righeira qui reintitolato Vamos alla playa (coi Flaminio Maphia).
- Nel giugno del 2017, il regista Raffaele Passerini proietta in anteprima mondiale il film Il principe di Ostia Bronx (Kiné)[22] al Biografilm Festival di Bologna[23]. Il film e il materiale di repertorio sono quasi interamente girati nella spiaggia di Capocotta.